# Daïra de Makouda
La daïra de Makouda est une circonscription administrative algérienne située dans la wilaya de Tizi-Ouzou et la région de Kabylie. Son chef-lieu est situé sur la commune éponyme de Makouda.

## Communes
La daïra est composée de deux communes:
- Boudjima ;
- Makouda.

La population totale de la daïra est de 39 016 habitants pour une superficie de 92,37 km2.

## Localisation
|                          | Daïra de Tigzirt |                    |
| ? (Wilaya de Boumerdès)  | daïra de Makouda | Daïra d'Ouaguenoun |
| Daïra de Draâ Ben Khedda |                  | Daïra d'Ouaguenoun |